# Хасан
Хасан (арабски: حسن) е арабско мъжко име. Също така Хасан е ирландска, шотландска, арабска и еврейска фамилия.
- Името Хасан на арабски означава красив, мъжествен или добър.

- Името Хасан на иврит (иврит: חסן) означава певец, обикновено религиозен певец в синагога. [1][2][3][4] Хасан обикновено е арабско име или фамилно име, но в еврейската Сефарадска – Мизрахи традиция, това е еврейска фамилия. [5][6] В допълнение, от древния семитски трибуквен корен на HSN (חסן) (حسن), други значения могат да бъдат проследени. Значение на корена: съхранение или обсебване на съкровище или друго ценно притежание. Поради това, съкровище като знак за мощ, сила и богатство. [7]

- Хасан може да има близкоизточно звучене, но в Ирландия това име произлиза от англицизираната форма на Ó hOsáin. Необходимо е да се различава от Ó hOisín и Ó hOiseáin (виж Hession и Hishon). В района на Дери, където то е много разпространено, се изписва не само като Хасан (Hassan), но и като Хасен (Hassen) и Хасон (Hasson), а също и като О'Хасан (O'Hassan). [8][9][10][11][12][13]

## Популярност на името
- Популярността на името Хасан е не само в арабския свят, но също така и в мюсюлманския свят.
- Ирландското фамилно име Хасан е много популярно, особено в областта на Лондондери в Северна Ирландия, както и навсякъде, където има голяма ирландска диаспора, като в Съединените щати, Канада, Великобритания, Австралия и Нова Зеландия.
- Популярността на еврейското фамилно име Хасан е най-вече сред сефаради и мизрахи евреите, но също така е популярно и сред ашкенази евреите използвано като вариант на Хазан (Hazan).

## Известни личности
- Стивън Хасан, американски психолог, консултант по прекъсване на влиянието на тоталитарни секти, критик на сектантските култове, от еврейски произход.
- Меги Хасан, член на американската Демократическа партия от Ню Хампшър в Сената, от ирландски произход.
- Томас Хасан, ректор на Филипс Ексътър Академи в Съединените щати от ирландски произход.
- Ричард Хасан, бивш служител на Военновъздушните сили на Съединените щати от ирландски произход.
- Карен Хасан, британска актриса. Тя е от ирландски произход.
- Уолтър Хасан, британски автомобилен инженер от ирландски произход.
- Фил Хасан, британски професионален ръгбист от ирландски произход.
- Дейвид Хасан, британски писател от ирландски произход.
- Джери Хасан, британски писател от шотландски произход.
- Джошуа Хасан, гибралтарски политик, и първият главен министър на Гибралтар, управлявал два мандата, или общо 17 години, от еврейски произход.
- Якоб Хасан, испанско-еврейски учен.
- Яел Хасан, френско-израелска писателка.
- Коби Хасан, израелски футболист.
- Ярин Хасан, израелски футболист.
- Манор Хасан, бивш израелски футболист.
- Барух Хасан, бивш израелски футболист.
- Ихаб Хасан, американски литературен теоретик.
- Хюмайра Хасан, пакистански дипломат.
- Хасан ибн Сабах, ирански исмаилитски проповедник, основоположник на сектата асасини.
- Узун Хасан, султан на държавата на династията Ак Коюнлу.
- Улубатлъ Хасан, еничарин спахия, служил на Султан Мехмед II
- Исмаил Ахмад Мухаммад Хасан, палестински дипломат.
- Хосам Хасан, египетски футболист.